# Niebla
Niebla er en by og kommune i det sydvestlige Spanien i provinsen Huelva. Den har et indbyggertal på 4.284 (2024) indbyggere.